# حمام جهانيار
حمام جهانيار (بالفارسية: حمام جهانیار) هو حمام تاريخي يعود إلى السلالة الصفوية، ويقع في فردوس.